# Ерік Бонневаль
Ері́к Боннева́ль (фр. Éric Bonneval; нар. 12 листопада 1963, Тулуза) — французький регбіст; син колишнього стовпа клубу ТОЕК, грав у центрі.

## Життєпис
Ерік Бонневаль на початку своєї спортивної кар'єри, почавши від 1982 року, грав за клуб «Тулуза». Його тренерами були: Філіп Баррере (колишній центральний гравець команди) Тулуза і фіналіст остаточного першого дивізіону 1980 року проти команди Безьє Еро) та Робер Гарбажоза (колишній гравець таких команд, як Блан'як, Граулет, Сен-Жирона, Ажен, Кастр і Кагор; батько колишнього гравця Тулузи — Ксав'є Гарбажоза).
Більшість часу грав в центрі, хоча він на початку своєї кар'єри у французькій національній збірній з регбі він грав на боковій позиції.
Ерік здобув свій перший гол 23 червня 1984 року в грі проти команди Нової Зеландії в Окленді. 25 травня 1985 року в Парк де Пренс він зіграв у своєму першому фіналі чемпіонату Франції проти команди з Тулону. Йому на той час ще не було і 22 років, а напруга була великою, адже команда Тулузи від 1947 року не змогла здобути щит Бреннуса.
Під час фінального матчу чемпіонату Франції у 1986, він забив єдиний гол в останній хвилині матчу. Тулон вже другий рік поспіль виграв щит Бреннуса. У 1987 році йому вдалось здобути п'ять голів: один проти Уельсу, другий проти Англії і ще три проти Шотландії. Еміль Нтамак зробив це ж саме у 1999 році, а Філіп Берна-Саль повторив його вчинок у 2001 році.
1987 рік став його найкращим і одночасно найгіршим. Він забив 11 голів в лізі, проте 2 червня в Окленді під час Кубку світу з регбі проти команди Зімбабве, він був поранений в коліно.
Ерік взяв також участь у чемпіонаті світу з регбі, в якому Франція знову зустрілась з командою Нової Зеландії.

## Досягнення
- Топ 14 — 1985, 1986 разом з клубом Тулуза
- Шаленж Ів дю Мануар — 1988 разом з клубом Тулуза